# Manuel Carreira
Manuel Carreira (castellà: Manuel María Carreira Vérez)  (Vilarrube, 31 de maig de 1931 - Salamanca, 3 de febrer de 2020) fou un sacerdot jesuïta, teòleg, filòsof i astrofísic espanyol, membre de l'Observatori Vaticà. Va ser assessor i col·laborador en diversos projectes de la NASA i durant més de trenta anys va impartir classes a diferents universitats com la John Carroll University o la Universitat Pontifícia de Comillas.

## Biografia
Va entrar a la Companyia de Jesús el 1948. Estudià llengües clàssiques a la Universitat de Salamanca i filosofia a la Universitat de Comillas. El 1957 fou enviat als Estats Units per continuar-hi els estudis, on es llicencià el teologia a la Universitat Loyola Chicago i més endavant, després d'ordenar-se sacerdot el 1960, obtingué un màster en física a la Universitat John Carroll de Cleveland, el 1966.
Es va doctorar a la Universitat Catòlica d'Amèrica, amb una tesi sobre raigs còsmics dirigida per Clyde Cowan, físic descobridor del neutrí. Durant la seva estada als Estats Units exercí com a sacerdot a diverses parròquies.
Carreira era un defensor de la compatibilitat entre ciència i fe, camps que en la seva opinió no han estat mai oposats ni podran estar-ne, malgrat que hi ha una mena d'obsessió a fer veure el contrari. Considerava que totes dues són dues maneres parcials de conèixer la realitat que han de complementar-se entre si, atès que ni la ciència pot dir directament res de teologia, ni la fe respondre a qüestions materials.